# Paranoid Android
Paranoid Android este a doua piesă de pe albumul OK Computer al trupei britanice Radiohead.